# Michał Matyas

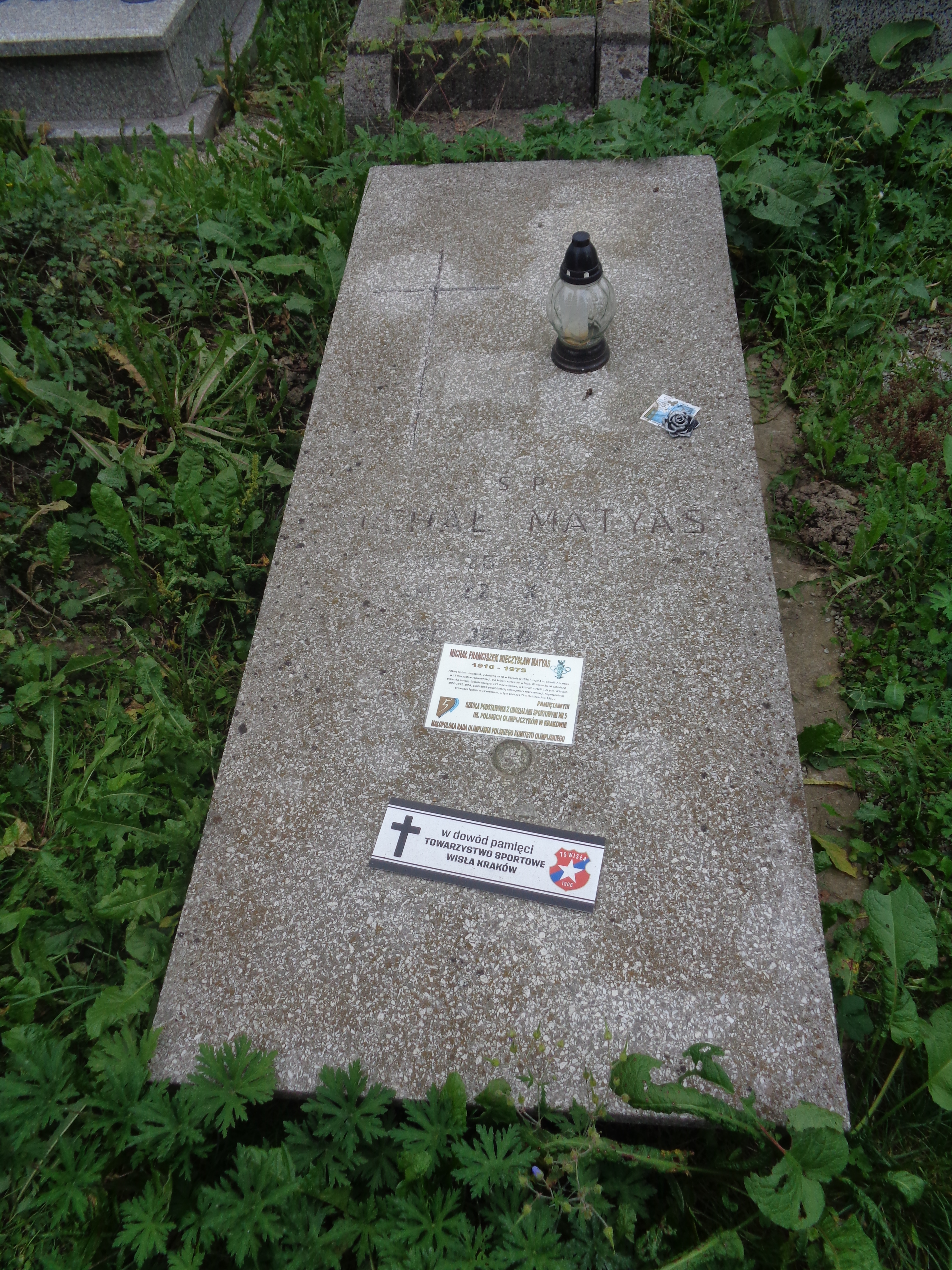
Sírja a Rakowicki temetőben

Michał Matyas (Brzozów, 1910. szeptember 28. – Krakkó, 1975. október 22.) válogatott lengyel labdarúgó, csatár, edző. Az 1935-ös idényben a lengyel bajnokság gólkirálya, 1966–67-ben a lengyel válogatott szövetségi kapitánya.

## Pályafutása

### Klubcsapatban
1926 és 1939 között a Pogoń Lwów labdarúgója volt. A Pogoń csapatával háromszor második lett a lengyel bajnokságban és az 1935-ös idényben gólkirály lett 22 góllal. Lwów 1939. szeptember 17-én a Molotov–Ribbentrop-paktum értelmében az Ukrán SZSZK részeként a Szovjetunióhoz került. Így Matyas 1939–40-ben a szovjet Nyeftyanyik Boriszlav, 1941-ben a Gyinamo Kijev labdarúgója volt. 1942-ben visszatért Lwówba, amely akkor már német megszállás alatt volt. 1942 és 1944 között különböző helyi csapatokban játszott. A második világháború után a Polonia Bytom játékosa volt. 1948-ban vonult vissza az aktív labdarúgástól.

### A válogatottban
1932 és 1939 között 18 alkalommal szerepelt a lengyel válogatottban és hét gólt szerzett. 1932. július 10-én Svédország ellen mutatkozott be Varsóban egy barátságos mérkőzésen, ahol 2–0-s hazai győzelem született. 1939. január 22-én Párizsban a francia válogatott elleni barátságos találkozón szerepelt utoljára a válogatottban, ahol 4–0-s vereséget szenvedett a lengyel válogatott.
Részt vett az 1936-os berlini olimpián, ahol negyedik helyezést ért el a csapattal. A harmadik helyett elődöntő mérkőzésen lépett pályára Norvégia ellen, amely 3–2-es norvég győzelemmel zárult.

### Edzőként
1950 és 1954 között a Wisła Kraków, 1955–56-ban a Pogoń Szczecin, 1957–58-ban a Stal Mielec, 1959 és 1961 között a Cracovia, 1962–63-ban ismét a Stal Mielec, majd a Polonia Bytom vezetőedzője volt. 1952-ben a lengyel olimpiai válogatott, 1966–67-ben a lengyel A-válogatott szövetségi kapitányaként tevékenykedett. 1968–69-ben a Cracovia, 1969–70-ben a Górnik Zabrze, 1970–71-ben a Wisła Kraków, 1972–73-ban a Cracovia szakmai munkáját irányította.
A Wisłával az 1950-es idényben bajnokságot nyert, a Górnikkel az 1969–70-es idényben lengyelkupa-győzelmet ért el. Az 1969–70-es KEK-sorozatban a döntőig vezette a Górnikot, ahol az angol Manchester Cityvel szemben 2–1-es vereséget szenvedtek a bécsi Práterben.

## Statisztika

### A válogatottban
| 1932     | 2  | 1 |
| 1933     | 3  | 0 |
| 1934     | 4  | 0 |
| 1935     | 4  | 4 |
| 1936     | 4  | 1 |
| 1937     | 2  | 1 |
| 1938     | 0  | 0 |
| 1939     | 1  | 0 |
| Összesen | 18 | 7 |

## Sikerei, díjai

### Játékosként
Pogoń Lwów
- Lengyel bajnokság
  - 2. (3): 1932, 1933, 1935
  - gólkirály: 1935 (22 gól)

### Edzőként
Gwardia Kraków
- Lengyel bajnokság
  - bajnok: 1950

 Górnik Zabrze
- Lengyel kupa
  - győztes: 1969–70
- Kupagyőztesek Európa-kupája (KEK)
  - döntős: 1969–70